# Hylodes
Hylodes és un gènere de granotes de la família Leptodactylidae.

## Taxonomia
- Hylodes amnicola
- Hylodes asper
- Hylodes babax
- Hylodes charadranaetes
- Hylodes dactylocinus
- Hylodes glaber
- Hylodes heyeri
- Hylodes lateristrigatus
- Hylodes magalhaesi
- Hylodes meridionalis
- Hylodes mertensi
- Hylodes nasus
- Hylodes ornatus
- Hylodes otavioi
- Hylodes perplicatus
- Hylodes phyllodes
- Hylodes regius
- Hylodes sazima
- Hylodes uai
- Hylodes vanzolinii